# Gint
Gint is een geslacht van schorpioenen uit de familie Buthidae. De wetenschappelijke naam van het geslacht is voor het eerst geldig gepubliceerd door Kovařík, Lowe, Plíšková en Šťáhlavský in 2013. Het geslacht omvat soorten die voorkomen in de Hoorn van Afrika. Gint is het Amharische woord voor schorpioen.

## Soorten
Het geslacht Gint omvat de volgende soorten:
- Gint amoudensis Kovarik, Lowe, Just, Awale, Elmi & Stahlavsky, 2018
- Gint banfasae Kovarik & Lowe, 2019
- Gint calviceps (Pocock, 1900)
- Gint childsi Kovarik, 2018
- Gint dabakalo Kovarik & Mazuch, 2015
- Gint gaitako Kovarik, Lowe, Pliskova & Stahlavsky, 2013
- Gint gubanensis Kovarik, Lowe, Just, Awale, Elmi & Stahlavsky, 2018
- Gint maidensis Kovarik, Lowe, Just, Awale, Elmi & Stahlavsky, 2018
- Gint marialuisae Rossi, 2015
- Gint monicae Rossi, 2015
- Gint puntlandus Kovarik & Mazuch, 2015